# Onosma riedliana
Onosma riedliana är en strävbladig växtart som beskrevs av Binzet och Orcan. Onosma riedliana ingår i släktet Onosma och familjen strävbladiga växter. Inga underarter finns listade i Catalogue of Life.